# Van Horne (Iowa)
Pour les articles homonymes, voir Van Horne.
Van Horne est une ville du comté de Benton, en Iowa, aux États-Unis. La ville est nommée en l'honneur de William Van Horne,  pionnier du transport ferroviaire nord-américain.

## Source de la traduction
- (en) Cet article est partiellement ou en totalité issu de l’article de Wikipédia en anglais intitulé « Van Horne, Iowa » (voir la liste des auteurs).